# Lista de prefeitos de São Pedro do Turvo
Esta lista de prefeitos do município de São Pedro do Turvo compreende todas as pessoas que tomaram posse definitiva da chefia do executivo municipal em São Pedro do Turvo e exerceram o cargo como prefeitos titulares, além de prefeitos eleitos cuja posse foi em algum momento prevista pela legislação vigente. Prefeitos em exercício que substituíram temporariamente o titular não são considerados para a numeração mas estão citados em notas, quando aplicável.
O cargo de prefeito foi criado em 11 de abril de 1835, pela assembleia provincial paulista, em reação aos amplos poderes conferidos pelo Código de Processo Criminal de 1832 às câmaras municipais. Seguiram o exemplo paulista seis províncias do nordeste brasileiro (Alagoas, Ceará, Maranhão, Paraíba, Pernambuco e Sergipe).
Sob a vigente ordem constitucional, essa designação é dada ao funcionário público do Poder Executivo municipal, que exerce seu cargo em função de uma legislatura (mandato), sendo para tanto eleito a cada quatro anos, podendo ser reeleito por mais 4 anos (segundo mandato).
Funções
O poder executivo municipal chefia a administração e comanda os serviços públicos, tendo como comandante o prefeito.
A partir da constituição brasileira de 1934, o cargo de prefeito passou a ser o único, em todo o Brasil, ao qual estão atribuídas as funções de chefe do poder executivo do governo local, em simetria aos chefes dos executivos da União e do estado, portanto, em forma monocrática. Este texto quer dizer que deverá haver harmonia e integração de ação entre as esferas envolvidas sem a intervenção de uma na outra, exceto nos casos previstos na Constituição Federal.
Eleições
O prefeito é eleito por sufrágio universal, secreto, direto, em pleito simultâneo em todo o País, realizado a cada quatro anos, no primeiro domingo de outubro.
E trinta dias após tem lugar o segundo turno, se o eleito em primeiro lugar não atingir 50% dos votos válidos mais um voto, no caso de municípios com mais de duzentos mil eleitores.
Conforme a legislação eleitoral atual no Brasil para tornar-se elegível, exige-se uma série de requisitos;
- Possuir nacionalidade brasileira ou portuguesa (neste caso, o cidadão português deve se encontrar amparado pelo Estatuto de Igualdade entre Portugueses e Brasileiros),
- Título de eleitor em dia e estar em gozo pleno do exercício dos direitos políticos,
- Domicilio eleitoral na circunscrição na qual o candidato se apresenta,
- Filiação partidária,
- Ser alfabetizado (tópico invalidado pela atual constituição brasileira de 1988),
- Desincompatibilização de cargo público — Se ocupa um cargo público deve sair seis meses antes das eleições e voltar caso possa só após seis meses ao pleito eleitoral,
- Renúncia de outro mandado até seis meses antes do pleito e não ser parente afim ou consangüíneo, até segundo grau, ou cônjuge de titular de cargo eletivo; pode, entretanto, ser candidato à reeleição (artigo 14 da Constituição),
- Ter idade mínima de 21 anos.

## Prefeitos de São Pedro do Turvo (1891-atual)
| N.º | Prefeito | Prefeito | Período do governo (duração do governo) | Observação | Ref. |
| Primeira República (República Velha: República da Espada e República Oligárquica) (15 de novembro de 1889 a 24 de outubro de 1930 – 40 anos, 11 meses e 9 dias) | Primeira República (República Velha: República da Espada e República Oligárquica) (15 de novembro de 1889 a 24 de outubro de 1930 – 40 anos, 11 meses e 9 dias) | Primeira República (República Velha: República da Espada e República Oligárquica) (15 de novembro de 1889 a 24 de outubro de 1930 – 40 anos, 11 meses e 9 dias) | Primeira República (República Velha: República da Espada e República Oligárquica) (15 de novembro de 1889 a 24 de outubro de 1930 – 40 anos, 11 meses e 9 dias) | Primeira República (República Velha: República da Espada e República Oligárquica) (15 de novembro de 1889 a 24 de outubro de 1930 – 40 anos, 11 meses e 9 dias) | Primeira República (República Velha: República da Espada e República Oligárquica) (15 de novembro de 1889 a 24 de outubro de 1930 – 40 anos, 11 meses e 9 dias) |
| --- | --- | --- | --- | --- | --- |
| 1 | Cel. José Ferreira da Silva | | 1891 a 1894 | | [ 1 ] |
| 2 | José Garcia da Costa Braga | | 1895 a 1897 | | [ 1 ] |
| 3 | Joaquim Antônio de O. Guimarães | | 1898 a 1900 | | [ 1 ] |
| 4 | Lúcio Batista Leite | | 1900 a 1905 | | [ 1 ] |
| 5 | Arthur Bonorino | | 1905 a 1908 | | [ 1 ] |
| 6 | Antônio Ferreira Mendes | | 1908 a 1910 | | [ 1 ] |
| 7 | Cel. Marciano José Ferreira | | 1910 a 1911 | | [ 1 ] |
| 8 | Raimundo Viana | | 1911 a 1912 | | [ 1 ] |
| 9 | Cel. Manoel Marques Vieira | | 1912 a 1913 | | [ 1 ] |
| 10 | Joaquim Valentim de Moura | | Jun/1913 Dez/1913 | | [ 1 ] |
| 11 | Francisco Martins de Souza | | 1914 a 1916 | | [ 1 ] |
| 12 | Alferes Joaquim Pedro de O. e Silva | | Dez/1916 Jan/1920 | | [ 1 ] |
| 13 | Trajano de Castro Carvalho | | Jan/1920 Abr/1920 | | [ 1 ] |
| 14 | Pedro Leite do Amparo | | Jan/1920 Nov/1920 | | [ 1 ] |
| 15 | Cel. Manoel Marques Vieira | | 1920 a 1923 | Retornou ao cargo Segundo mandato | |
| 16 | Abilío Garcia dos Santos | | 1923 a 1924 | | |
| 17 | Jorge Elias | | Abr/1924 Dez/1925 | | [ 1 ] |
| 18 | Porcino Antônio de Lima | | Jan/1926 Jan/1927 | | [ 1 ] |
| 19 | Manoel Vieira Martins | | Jan/1927 Ago/1927 | | [ 1 ] |
| 20 | Ten. Antônio Bernaldin R. Filho | | Ago/1927 a 1928 | | [ 1 ] |
| 21 | Aureliano Cândido de Araújo | | Mai/1929 Mar/1930 | | [ 1 ] |
| Segunda República (Governos Provisório e Constitucional) (24 de outubro de 1930 a 10 de novembro 1937 – 7 anos e 17 dias)                                       | | | | | |
| 22 | Joaquim Rodrigues da Cunha | | Mar/1930 Dez/1930 | Primeiro mandato | [ 1 ] |
| 23 | Tarciso Dias de Carvalho | | 1930 a 1934 | Primeiro mandato | [ 1 ] |
| 24 | José Ferreira de Souza | | 1934 a Mai/1936 | | [ 1 ] |
| 25 | Joaquim Rodrigues da Cunha | | 1936 a 1938 | Retornou ao cargo Segundo mandato | |
| Terceira República (Estado Novo) (10 de novembro 1937 a 31 de janeiro de 1946 – 8 anos, 2 meses e 21 dias)                                                      | | | | | |
| 26 | Otaviano Pires de Almeida | | Set/1938 a Mar/1939 | Nomeado | [ 1 ] |
| 27 | Alcindo Chaves | | Mar/1939 Fev/1946 | Nomeado | [ 1 ] |
| Quarta República (República Populista) (31 de janeiro de 1946 a 2 de abril de 1964 – 18 anos, 2 meses e 2 dias)                                                 | | | | | |
| 28 | Nestor Garcia de Toledo | | Mai/1946 Dez/1946 | Nomeado | |
| 29 | Benedito Ferreira de Souza | | 1946 a 1947 | Nomeado | [ 1 ] |
| 30 | Antenor de Castro Carvalho | | Mar/1947 Dez/1947 | | [ 1 ] |
| 31 | Sebastião Teixeira Coelho | | Jan/1948 a Dez/1951 | Primeiro mandato | [ 1 ] |
| 32 | Tarciso Dias de Carvalho | | 1952 a 1953 | Prefeito faleceu durante o seu segundo mandato | |
| 33 | Luiz da Costa Vieira | | Jan/1954 Jan/1956 | Vice-prefeito assumiu ao cargo de executivo municipal após o falecimento do Prefeito Tarciso Dias de Carvalho                                                   | [ 1 ] |
| 34 | Sebastião Teixeira Coelho | | Jan/1956 a Dez/1959 | Retornou ao cargo Segundo mandato | |
| 35 | Osmar Viana | | 1960 a 1964 | Primeiro mandato | [ 1 ] |
| Quinta República (Ditadura Militar) (2 de abril de 1964 a 15 de março de 1985 – 20 anos, 11 meses e 13 dias)                                                    | | | | | |
| 36 | Sebastião Teixeira Coelho | | Jan/1964 a Dez/1968 | Retornou ao cargo Terceiro mandato | |
| 37 | Osmar Viana | | 1969 a 1972 | Retornou ao cargo Segundo mandato | |
| 38 | Edgard Archangelo | | Jan/1973 Jan/1977 | | [ 1 ] |
| 39 | Celso Novaes Pinheiro | | Jan/1977 a Jan/1983 | Primeiro mandato | [ 1 ] |
| 40 | José Carlos Damasceno | | 1983 a 1988 | Primeiro mandato | |
| Sexta República (Nova República) (15 de março de 1985 à atualidade – 39 anos, 9 meses e 1 dia)                                                                  | | | | | |
| 41 | Celso Novaes Pinheiro | | Jan/1989 a Jan/1993 | Retornou ao cargo Segundo mandato | |
| 42 | José Carlos Damasceno | | 1993 a 1996 | Retornou ao cargo Segundo mandato | |
| 43 | Luiz Claúdio da Cunha | | 1997 a 2000 | Primeiro mandato | [ 1 ] |
| 44 | José Carlos Damasceno | | 2001 a 2004 | Retornou ao cargo Terceiro mandato | |
| 45 | Luiz Claúdio da Cunha | | 2005 a 2008 | Prefeito renunciou ao cargo em Abril de 2008 Segundo mandato | |
| 46 | Belmiro Durval Rodrigues | | Abr/2008 Dez/2008 | Vice-prefeito assumiu ao cargo após a renúncia do Prefeito Luiz Claúdio da Cunha                                                                                | |
| 47 | Roberto Carlos Di Bastiani | | 2009 a 2012 | | [ 2 ] |
| 48 | José Carlos Damasceno | | 2013 a 2016 | Retornou ao cargo Quarto mandato | [ 1 ] |
| 49 | Marco Aurélio Oliveira Pinheiro | | 2017 a 2020 2021 a 2024 | Primeiro Prefeito reeleito na história do município (desde que surgiu a reeleição em 1997)                                                                      | [ 1 ] |
| 50 | Luiz Felipe de Castro Tavares | | 2025 a 2028 | | [ 4 ] |

## Linha de Sucessão Municipal
| Posição | Cargo                | Incumbente                     | Incumbente |
| ------- | -------------------- | ------------------------------ | ---------- |
| Titular | Prefeito             | Luiz Felipe de Castro Tavares  |            |
| 1.º     | Vice-prefeito        | Sergio Rodrigues de Souza      |            |
| 2.º     | Presidente da Câmara | Hamilton Pereira do Nascimento |            |